# Fotosféra

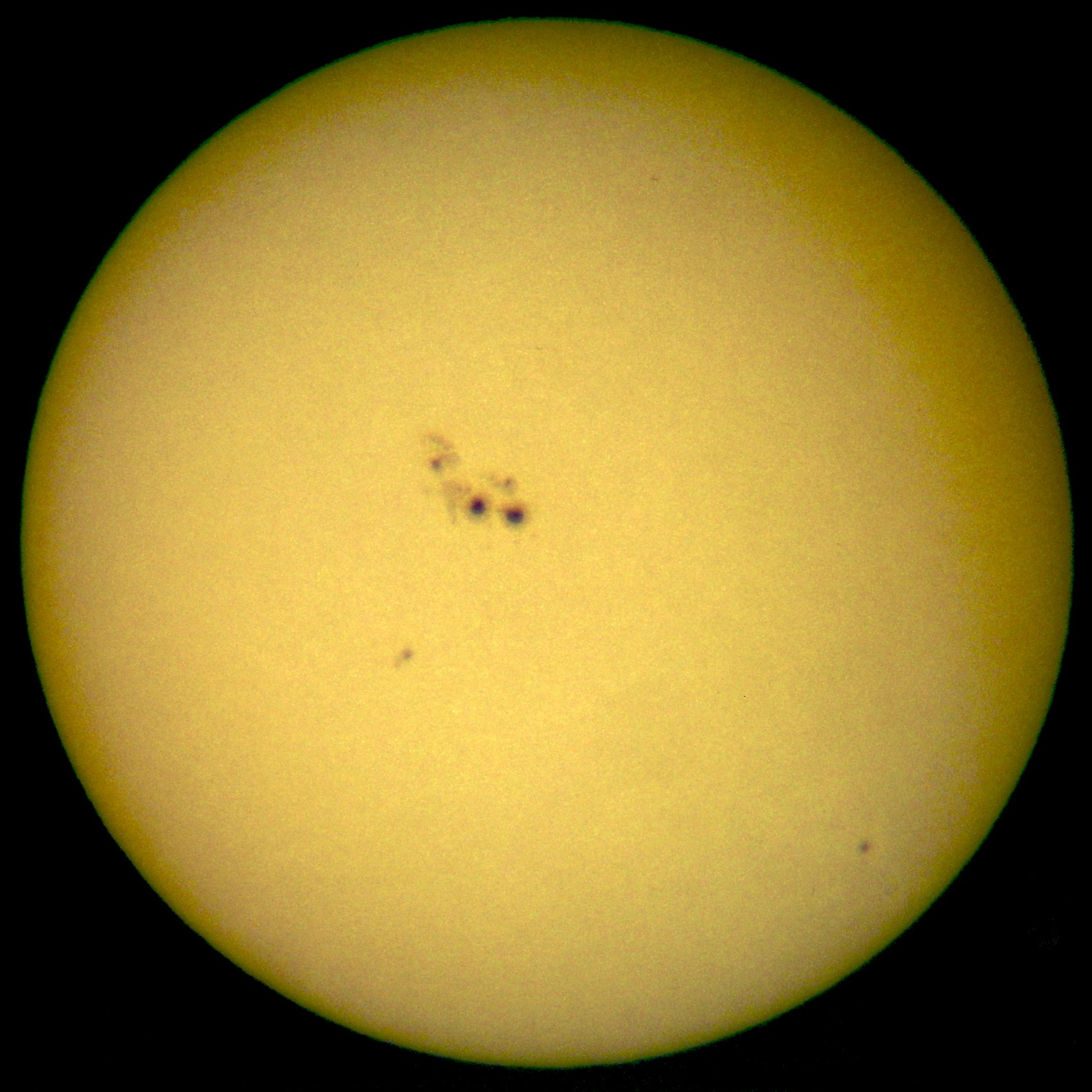
Fotosféra Slunce

Fotosféra je plynný obal hvězdy, který tvoří její viditelný povrch.
Protože hvězdy jsou plynné koule, nemají pevný povrch. Přesto však existuje hloubka, ve které plyn přestává být průhledný, prostupný pro fotony. Tato oblast je pozorovatelná jako povrch hvězdy.
Nejlépe prozkoumaná je sluneční fotosféra. Celý její povrch pokrývají stoupající a klesající proudy plazmatu. Tento jev se nazývá granulace. Sluneční fotosféra má hloubku (podle různých zdrojů) 200 až 500 km, je to tedy v porovnání s jinými částmi Slunce velmi tenká vrstva. Hned pod fotosférou se nachází konvektivní zóna a nad ní chromosféra. Průměrná teplota fotosféry se pohybuje od 5500 do 6000 Kelvinů. Proto chladnější skvrny vypadají v porovnání s okolním prostředním tmavší.
Název fotosféra pochází z řeckého fótos, světlo a sfaira, koule. Fotosféra skutečně emituje až 99 % záření Slunce. Její spektrum je spojité a nacházejí se v ní tmavé čáry – Fraunhoferovy čáry.